# French Open-mesterskabet i herredouble 2024
French Open-mesterskabet i herredouble 2024 er den 123. turnering om French Open-mesterskabet i herredouble. Turneringen er en del af French Open 2024 og bliver spillet i Stade Roland Garros i Paris, Frankrig i perioden 28. maj - 8. juni 2024. På grund af langvarige regnvejrsafbryderlser i turneringens første uge, blev de første kampe imidlertid først igangsat den 29. maj og først færdigspillet den 31. maj.
Mesterskabet blev vundet af Marcelo Arévalo og Mate Pavić, som i finalen besejrede Simone Bolelli og Andrea Vavassori med 7-5, 6-3. Det salvadoransk-kroatiske par vandt dermed deres tredje turneringssejr som makkere, idet de tidligere i 2024 havde sejret i Hong Kong Tennis Open og Geneva Open, i deres blot anden grand slam-turnering sammen. Arévalo vandt sin anden French Open-titel i herredouble, idet han tidligere havde sikret sig titlen i 2022 med Jean-Julien Rojer som makker som sin hidtil eneste grand slam-titel. Pavić vandt sit første French Open-mesterskab i herredouble, efter at han to gange tidligere havde tabt i finalen sammen med Oliver Marach (2018) hhv. Bruno Soares (2020). Det var hans fjerde grand slam-titel i herredouble i karrieren, og denne turneringssejr fuldbragte en karriere-grand slam i herredouble for Mate Pavić, idet han tidligere havde vundet de øvrige tre grand slam-titler i herredouble: Australian Open 2018 (med Oliver Marach), US Open 2020 (med Bruno Soares) og Wimbledon-mesterskabet i 2021 (med Nikola Mektić). Og han blev samtidig den blot sjette spiller med en karriere-grand slam og OL-guld i herredouble, idet han i 2021 også havde vundet den olympiske turnering med Nikola Mektić som makker.
Simone Bolelli og Andrea Vavassori var i deres anden grand slam-finale som makkere, eftersom de tidligere på sæsonen også havde tabt finalen ved Australian Open.
Siden Ruslands invasion af Ukraine i begyndelsen af 2022 havde tennissportens styrende organer, WTA, ATP, ITF og de fire grand slam-turneringer, tilladt, at spillere fra Rusland og Hviderusland fortsat kunne deltage i grand slam-turneringer samt turneringer på ATP Tour og WTA Tour, men de kunne ikke stille op under landenes navne eller flag, og spillerne fra de to lande deltog derfor i turneringen under neutralt flag.

## Pengepræmier og ranglistepoint
Den samlede præmiesum til spillerne i herredouble androg € 2.849.000 (ekskl. per diem), hvilket var en stigning på 1 % i forhold til året før.
| Resultat (antal par)   | Pengepræmier | Pengepræmier | Ændring ift. 2023 | ATP-point |
| Resultat (antal par)   | Pr. par      | Total        | Ændring ift. 2023 | ATP-point |
| ---------------------- | ------------ | ------------ | ----------------- | --------- |
| Vindere (1)            | € 590.000    | € 590.000    | 0 %               | 2.000     |
| Finalister (1)         | € 295.000    | € 295.000    | 0 %               | 1.200     |
| Semifinalister (2)     | € 148.000    | € 296.000    | 0 %               | 720       |
| Kvartfinalister (4)    | € 80.000     | € 320.000    | 0 %               | 360       |
| Tabere i 3. runde (8)  | € 43.500     | € 348.000    | +1,2 %            | 180       |
| Tabere i 2. runde (16) | € 27.500     | € 440.000    | +1,9 %            | 90        |
| Tabere i 1. runde (32) | € 17.500     | € 560.000    | +2,9 %            | 0         |
| Samlet præmiesum       | -            | € 2.849.000  | +1,0 %            | -         |

## Turnering

### Deltagere
Hovedturneringen har deltagelse af 64 par, der er fordelt på:
- 57 direkte kvalificerede par i form af deres ranglisteplacering.
- 7 par, der har modtaget et wildcard.

#### Seedede par
De 16 bedst placerede af parrene på ATP's verdensrangliste blev seedet:
| Seedning | Rangering | Rangering | Spillere                                 | Resultat        |
| Seedning | Sum       | Ind.      | Spillere                                 | Resultat        |
| -------- | --------- | --------- | ---------------------------------------- | --------------- |
| 1        | 2         | 1         | Marcel Granollers Horacio Zeballos       | Semifinalister  |
| 2        | 7         | 4 3       | Rohan Bopanna Matthew Ebden              | Semifinalister  |
| 3        | 11        | 6 5       | Rajeev Ram Joe Salisbury                 | Kvartfinalister |
| 4        | 15        | 7 8       | Ivan Dodig Austin Krajicek               | Anden runde     |
| 5        | 23        | 12 11     | Santiago González Édouard Roger-Vasselin | Første runde    |
| 6        | 28        | 14        | Kevin Krawietz Tim Pütz                  | Tredje runde    |
| 7        | 31        | 9 22      | Wesley Koolhof Nikola Mektić             | Anden runde     |
| 8        | 33        | 17 16     | Máximo González Andrés Molteni           | Tredje runde    |
| 9        | 36        | 13 23     | Marcelo Arévalo Mate Pavić               | Mestre          |
| 10       | 36        | 18        | Sander Gillé Joran Vliegen               | Kvartfinalister |
| 11       | 41        | 21 20     | Simone Bolelli Andrea Vavassori          | Finalister      |
| 12       | 50        | 40 10     | Andreas Mies Neal Skupski                | Første runde    |
| 13       | 51        | 25 26     | Jamie Murray Michael Venus               | Anden runde     |
| 14       | 55        | 28 27     | Nathaniel Lammons Jackson Withrow        | Første runde    |
| 15       | 59        | 30 29     | Hugo Nys Jan Zieliński                   | Tredje runde    |
| 16       | 63        | 32 31     | Sadio Doumbia Fabien Reboul              | Første runde    |

#### Wildcards
Syv par modtog et wildcard til hovedturneringen.
| Par                                        | Resultat     |
| ------------------------------------------ | ------------ |
| Quentin Halys Nicolas Mahut                | Første runde |
| Grégoire Barrère Lucas Pouille             | Tredje runde |
| Richard Gasquet Hugo Gaston                | Meldte afbud |
| Dan Added Théo Arribagé                    | Anden runde  |
| Alexandre Müller Luca Sanchez              | Første runde |
| Titouan Droguet Giovanni Mpetshi Perricard | Første runde |
| Daniel Evans Andy Murray                   | Første runde |

### Resultater

#### Kvartfinaler, semifinaler og finale
| Marcel Granollers |
| Horacio Zeballos  |

| Tomáš Macháč  |
| Zhang Zhizhen |

| Marcel Granollers |
| Horacio Zeballos  |

| Petros Tsitsipas   |
| Stefanos Tsitsipas |

| Marcelo Arévalo |
| Mate Pavić      |

| Marcelo Arévalo |
| Mate Pavić      |

| Marcelo Arévalo |
| Mate Pavić      |

| Simone Bolelli   |
| Andrea Vavassori |

| Simone Bolelli   |
| Andrea Vavassori |

| Rajeev Ram    |
| Joe Salisbury |

| Simone Bolelli   |
| Andrea Vavassori |

| Sander Gillé  |
| Joran Vliegen |

| Rohan Bopanna |
| Matthew Ebden |

| Rohan Bopanna |
| Matthew Ebden |

#### Første, anden og tredje runde
| Marcel Granollers |
| Horacio Zeballos  |

| Adrian Mannarino |
| Fabrice Martin   |

| Marcel Granollers |
| Horacio Zeballos  |

| Quentin Halys |
| Nicolas Mahut |

| Alexander Erler |
| Lucas Miedler   |

| Alexander Erler |
| Lucas Miedler   |

| Marcel Granollers |
| Horacio Zeballos  |

| Marcos Giron       |
| Constant Lestienne |

| Hugo Nys      |
| Jan Zieliński |

| Christopher Eubanks |
| Evan King           |

| Christopher Eubanks |
| Evan King           |

| Victor Cornea   |
| Luciano Darderi |

| Hugo Nys      |
| Jan Zieliński |

| Hugo Nys      |
| Jan Zieliński |

| Andreas Mies |
| Neal Skupski |

| Tomáš Macháč  |
| Zhang Zhizhen |

| Tomáš Macháč  |
| Zhang Zhizhen |

| Alexandre Müller |
| Luca Sanchez     |

| Robin Haase             |
| Botic van de Zandschulp |

| Robin Haase             |
| Botic van de Zandschulp |

| Tomáš Macháč  |
| Zhang Zhizhen |

| Aleksandr Bublik     |
| Aleksandr Sjevtjenko |

| Máximo González |
| Andrés Molteni  |

| Miomir Kecmanović |
| Dušan Lajović     |

| Aleksandr Bublik     |
| Aleksandr Sjevtjenko |

| Lloyd Glasspool   |
| Jean-Julien Rojer |

| Máximo González |
| Andrés Molteni  |

| Máximo González |
| Andrés Molteni  |

| Ivan Dodig      |
| Austin Krajicek |

| Julian Cash     |
| Robert Galloway |

| Ivan Dodig      |
| Austin Krajicek |

| Petros Tsitsipas   |
| Stefanos Tsitsipas |

| Petros Tsitsipas   |
| Stefanos Tsitsipas |

| Denys Moltjanov    |
| John-Patrick Smith |

| Petros Tsitsipas   |
| Stefanos Tsitsipas |

| Nicolás Barrientos |
| Francisco Cabral   |

| Manuel Guinard |
| Grégoire Jacq  |

| Guido Andreozzi |
| Rinky Hijikata  |

| Guido Andreozzi |
| Rinky Hijikata  |

| Manuel Guinard |
| Grégoire Jacq  |

| Manuel Guinard |
| Grégoire Jacq  |

| Nathaniel Lammons |
| Jackson Withrow   |

| Marcelo Arévalo |
| Mate Pavić      |

| R. Carballés Baena |
| Mariano Navone     |

| Marcelo Arévalo |
| Mate Pavić      |

| Dustin Brown   |
| Frances Tiafoe |

| Marcus Daniell     |
| Mackenzie McDonald |

| Marcus Daniell     |
| Mackenzie McDonald |

| Marcelo Arévalo |
| Mate Pavić      |

| Flavio Cobolli     |
| Cristian Rodríguez |

| Kevin Krawietz |
| Tim Pütz       |

| Yannick Hanfmann |
| Dominik Koepfer  |

| Yannick Hanfmann |
| Dominik Koepfer  |

| Diego Hidalgo    |
| Alejandro Tabilo |

| Kevin Krawietz |
| Tim Pütz       |

| Kevin Krawietz |
| Tim Pütz       |

| Wesley Koolhof |
| Nikola Mektić  |

| Sander Arends    |
| Matwé Middelkoop |

| Wesley Koolhof |
| Nikola Mektić  |

| André Göransson |
| David Pel       |

| Max Purcell     |
| Jordan Thompson |

| Max Purcell     |
| Jordan Thompson |

| Max Purcell     |
| Jordan Thompson |

| Rafael Matos |
| Marcelo Melo |

| Simone Bolelli   |
| Andrea Vavassori |

| Constantin Frantzen |
| Hendrik Jebens      |

| Rafael Matos |
| Marcelo Melo |

| Fábián Marozsán  |
| Fernando Romboli |

| Simone Bolelli   |
| Andrea Vavassori |

| Simone Bolelli   |
| Andrea Vavassori |

| Jamie Murray  |
| Michael Venus |

| Pedro Martínez |
| Jaume Munar    |

| Jamie Murray  |
| Michael Venus |

| Titouan Droguet      |
| G. Mpetshi Perricard |

| Grégoire Barrère |
| Lucas Pouille    |

| Grégoire Barrère |
| Lucas Pouille    |

| Grégoire Barrère |
| Lucas Pouille    |

| Pablo Carreño Busta  |
| Sergio Martos Gornés |

| Rajeev Ram    |
| Joe Salisbury |

| Gonzalo Escobar      |
| Aleksandr Nedovjesov |

| Gonzalo Escobar      |
| Aleksandr Nedovjesov |

| Ariel Behar   |
| Adam Pavlásek |

| Rajeev Ram    |
| Joe Salisbury |

| Rajeev Ram    |
| Joe Salisbury |

| Santiago González      |
| Édouard Roger-Vasselin |

| Harri Heliövaara |
| Henry Patten     |

| Harri Heliövaara |
| Henry Patten     |

| Luke Johnson     |
| Skander Mansouri |

| Luke Johnson     |
| Skander Mansouri |

| Romain Arneodo |
| Sam Weissborn  |

| Harri Heliövaara |
| Henry Patten     |

| John Peers      |
| Roman Safiullin |

| Sander Gillé  |
| Joran Vliegen |

| Yuki Bhambri    |
| Albano Olivetti |

| John Peers      |
| Roman Safiullin |

| Luis David Martínez |
| Petr Nouza          |

| Sander Gillé  |
| Joran Vliegen |

| Sander Gillé  |
| Joran Vliegen |

| Sadio Doumbia |
| Fabien Reboul |

| Dan Added     |
| Théo Arribagé |

| Dan Added     |
| Théo Arribagé |

| Reese Stalder |
| Sem Verbeek   |

| Sriram Balaji          |
| Miguel Á. Reyes-Varela |

| Sriram Balaji          |
| Miguel Á. Reyes-Varela |

| Sriram Balaji          |
| Miguel Á. Reyes-Varela |

| Sebastián Báez      |
| Thiago Seyboth Wild |

| Rohan Bopanna |
| Matthew Ebden |

| Daniel Evans |
| Andy Murray  |

| Sebastián Báez      |
| Thiago Seyboth Wild |

| Orlando Luz     |
| Marcelo Zormann |

| Rohan Bopanna |
| Matthew Ebden |

| Rohan Bopanna |
| Matthew Ebden |